# Râul Sunătoarea, Blahnița
Râul Sunătoarea este un curs de apă, afluent al râului Blahnița. 

## Hărți
- Harta Munților Parâng [nefuncțională – arhivă]